# ژ
| الفبای فارسی |    |   |    |   |   |
| الف          | ب  | پ | ت  | ث | ج |
| چ            | ‌ ح | خ | د  | ذ | ر |
| ز            | ‌ ژ | س | ‌ ش | ص | ض |
| ط            | ظ  | ع | غ  | ف | ق |
| ک            | گ  | ل | م  | ن | و |
| ه            | ی  |   |    |   |   |
| حروف دیگر    |    |   |    |   |   |
| ء            | آ  | اً | هٔ  | ة |   |

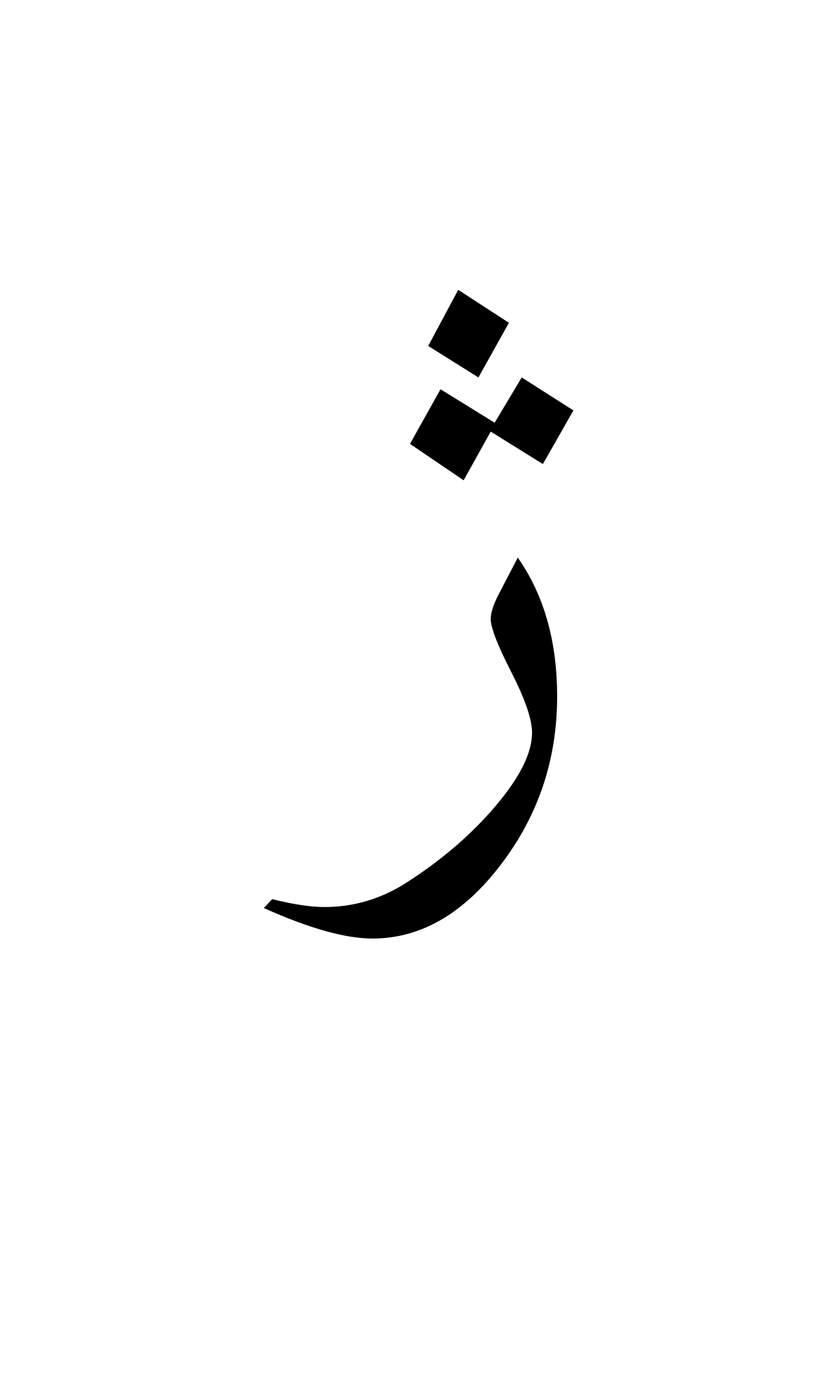
حرف ژ

ژ، چهاردهمین حرف در الفبای فارسی است.
| شكل حرف | شكل حرف | شكل حرف | شكل حرف | شكل حرف |
| جدا     | آغازی   | میانی   | پایانی  |         |
| ژ       | ژ       | ـژ      | ـژ      |         |
| ------- | ------- | ------- | ------- | ------- |

- الگو:حروف الفبا

ژ، حرف چهاردهم در الفبای فارسی است. این حرف یکی از ۴ حروف الفبای فارسی است که در الفبای عربی وجود ندارد. از ژ علاوه در فارسی، در زبان‌های کردی، پشتو، اویغور، ترکی عثمانی، آذری و اردو نیز استفاده می‌شود. در بیشتر بخش‌های شامات و شمال آفریقا از «ج» برای بیان صدای ژ استفاده می‌شود. در کتاب فرهنگ واژه‌های اوستا این حرف یعنی ژ جزو واژه‌های اوستای است. [۱]
در حساب ابجد، معادل حرف «ج» (=۳) محاسبه می‌گردد.